# Ostaj mi zbogom ljubavi
Ostaj mi zbogom ljubavi – tytuł siódmego albumu Hari Mata Hari. Został nagrany i wydany w 1994 roku.

## Tytuły piosenek
1. "Poletjela golubica"
2. "Ja sam kriv što sam živ"
3. "Ti si mi droga"
4. "Bilo je lijepo dok je trajalo"
5. "Sam pao, sam se ubio"
6. "Da mi je ova pamet bila"
7. "Poslije nas"
8. "Ostaj mi zbogom ljubavi"
9. "Kad dođe oktobar"
10. "Ja ne pijem"
11. "Znam priču o sreći"

## Członkowie zespołu

### Hari Mata Hari
- Hajrudin Varešanović - wokal
- Izo Kolećić - perkusja
- Karlo Martinović - gitara solo
- Nihad Voloder - gitara basowa